# Grobowiec Mal-Tepe
Grobowiec Mal-Tepe (także: Mal-tepe, Kurhan Skarbów) - tracki grobowiec z IV w. p.n.e. znajdujący się koło współczesnej miejscowości Mezek w Bułgarii. Prawdopodobnie został w nim pochowany jeden z odryjskich władców.  
Rozplanowaniem i charakterem grobowiec Mal-Tepe przypomina grobowce mykeńskie z XIV-XIII w. p.n.e.

## Okoliczności odkrycia
W 1908 roku, w otoczeniu kurhanu, mieszkaniec wioski znalazł naturalnej wielkości brązową figurę dzika o wadze 177 kg. 
Sam grobowiec został również odkryty przez okolicznych mieszkańców, w 1931 roku; w tym samym roku został też zbadany przez specjalistów z Muzeum Archeologicznego w Sofii pod kierownictwem Bogdana Fiłowa. 
W przeszłości (przed współczesnym zbadaniem przez archeologów) został częściowo obrabowany.

## Budowa grobowca i kurhanu

Plan pomieszczeń - widok z góry

Sam grobowiec jest zorientowany na osi północny-wschód - południowy-zachód i składa się z dromosu oraz trzech pomieszczeń. 
- Dromos ma długość 20,65 m, wysokość 1,55 m i wysokość między 2,4 a 2,6 m. Wejście do grobowca było zamurowane kamiennymi ciosami.
- Pierwszy, czworokątny przedsionek, długi na 1,26 m, szeroki na 1,5 m. Zamykała go kamienna płyta.
- Drugi, również czworokątny, przedsionek, długi na 2,12 m, szeroki na 1,77 m. Zamykały go jednoskrzydłowe kamienne drzwi.
- Całość wieńczy okrągła komora pokryta ulowatą kopułą o średnicy 3,3 m i wysokości 4,3 m. Zamykały ją dwuskrzydłowe drzwi z brązu.

Na końcu ulowatej kopuły znajduje się kamienne łoże. 
Struktura grobowca jest solidna i wtrzymała napór ziemi przez 2400 lat, w przeciwieństwie np. do kurhanu we Wracy. 
Sam kurhan ma wysokość 14 metrów i średnicę u podstawy 90 metrów. Po ostatnim pochówku został otoczony murem u podstawy (krepidoma), przed wejściem ustawiono brązową grupę figuralną (w tym figurę dzika - zob. galeria), zaś samo miejsce zostało przekształcone w heroon.

## Trakowie i tracki pochówek w IV w. p.n.e.
Na ziemiach trackich od V w. p.n.e. istniało królestwo założone przez plemię Odrysów. W IV wieku p.n.e. Tracja była areną złożonych przemian politycznych, na które wpływ miały zarówno wewnętrzne ambicje lokalnych władców, jak i zewnętrzne naciski ze strony sąsiednich potęg. Król Kotys I, władający od 384 lub 383 p.n.e., siłą umocnił władzę centralną. Jednakże, po jego śmierci w 359 roku p.n.e., królestwo zostało podzielone między trzech synów, co osłabiło jedność regionu. Wykorzystując tę sytuację, Filip II Macedoński do 340 roku p.n.e. podbił znaczną część Tracji, rozszerzając swoje wpływy na wschód.
W obliczu macedońskiej dominacji, lokalni władcy podejmowali próby odzyskania niezależności. Seutes III, jeden z najważniejszych trackich królów, starał się odbudować siłę królestwa Odrysów i około 320 roku p.n.e. założył miasto Seuthopolis, które stało się centrum politycznym i kulturalnym jego królestwa. Mimo starań lokalnych władców, Tracja pozostawała pod silnym wpływem Macedonii, zwłaszcza po śmierci Aleksandra Wielkiego w 323 roku p.n.e., kiedy to jego generałowie, znani jako diadochowie, rywalizowali o kontrolę nad regionem. Seutes III, choć początkowo sprzeciwiał się siłą macedońskiej dominacji (323 p.n.e., 314 p.n.e.), ostatecznie w 306 p.n.e. uznał zwierzchnictwo Lizymacha, jednego z diadochów, co pozwoliło mu zachować pewną autonomię w ramach szerszego kontekstu politycznego. Nie jest znana ani dokładna data śmierci Seutesa III, ani dokładna data rozpadu jego wątłego królestwa. 
Herodot następująco opisuje tracki obrządek pogrzebowy arystokracji: "Pogrzeby bogaczów tak się odbywają: przez trzy dni wystawia się zwłoki, zarzyna wszelakie bydlęta ofiarne i ucztuje, opłakawszy wprzód zmarłego; potem zwłoki pali się lub grzebie. Po usypaniu mogiły urządzają wszelkiego rodzaju igrzyska, w których największe nagrody wyznacza się za pojedynek, stosownie do jego znaczenia". 
Grzebanym arystokratom towarzyszyły ich atrybuty, takie jak pierścienie, hełmy czy miecze, które miały im towarzyszyć w życiu pozagrobowym; często również, wraz z arystokratą grzebany był też jego koń. Arystokratki zaś były chowane wraz z ozdobami i biżuterią; u niektórych plemion istniał zwyczaj zabijania żony w ofierze nad grobem męża. Stałym elementem wyposażenia grobowców była miejscowa ceramika. Spotyka się zarówno pochówki ciałopalne, jak i szkieletowe.

## Pochówek w Mal-Tepe

### Pochówek władcy
Rozmiary grobowca wskazują, że był on przeznaczony dla odrysjkiego władcy, który został pochowany bez kremacji (pochówek szkieletowy) na kamiennym łożu w okrągłej komorze, ok. 350 r. p.n.e. Być może był to Amatakos (władał do ok. 351 r. p.n.e.) lub Teres (wzmianki ok. 346 r. p.n.e.).
W komorze grobowej zachowały się dary z brązu, żelaza, srebrna i złota. W grobowcu znaleziono także (przemieszczone) szczątki koni i wozu. 
Wśród znalezionych przedmiotów znalazł się też pozłacany napierśnik obojczykowy zdobiony głowami lwów, palmetami, spiralami i schematycznie przedstawionymi głowami ludzkimi. Jest to jeden z trzynastu podobnych odkrytych napierśników; osiem z nich znaleziono w trackich grobowcach. Dekoracja łączy sobie motywy trackie i hellenistyczne. Istnieją różne hipotezy co do miejsca jego wykonania; być może został wykonany w greckich koloniach nad Morzem Czarnym, lub został stworzony przez twórców pracujących lokalnie, w trackim interiorze.

### Późniejsze pochówki
Po pewnym czasie oryginalną podłogę nadbudowano (bez jej usuwania) i wyłożono nową, mniej staranną, 10 cm wyżej. Nie są znane dokładne okoliczności, które doprowadziły do tej nadbudowy. 
Między górną a dolną nawierzchnią (podłogą) w przedsionkach odkryto dwa kremacyjne pochówki kobiece, datowane na 335-323 p.n.e.. Fakt ukrycia pochówków pomiędzy podłogami wskazuje na niepewną sytuację polityczno-militarną schyłku istnienia królestwa Odrysów.

## Galeria

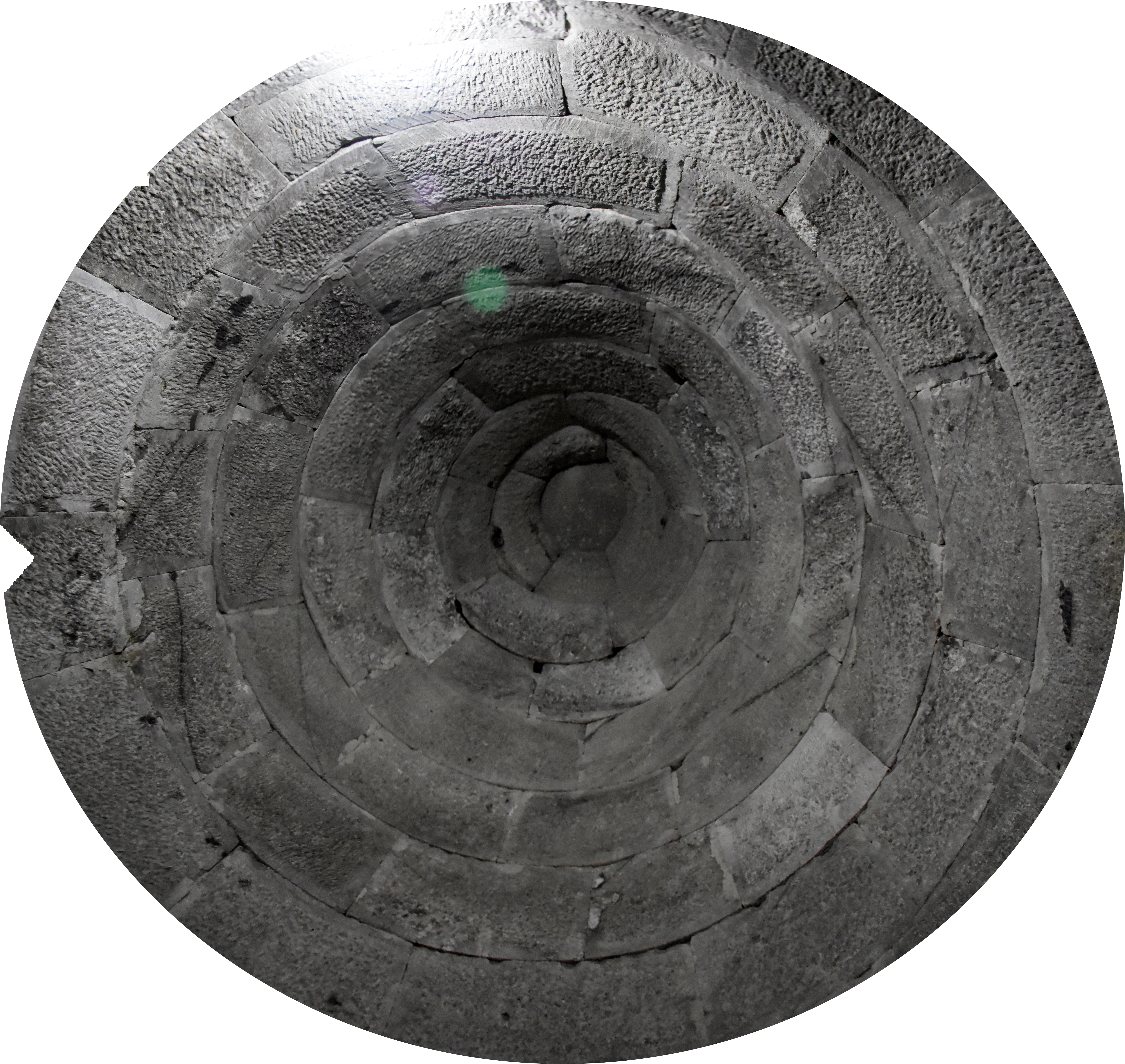
Kopuła centralnej komory
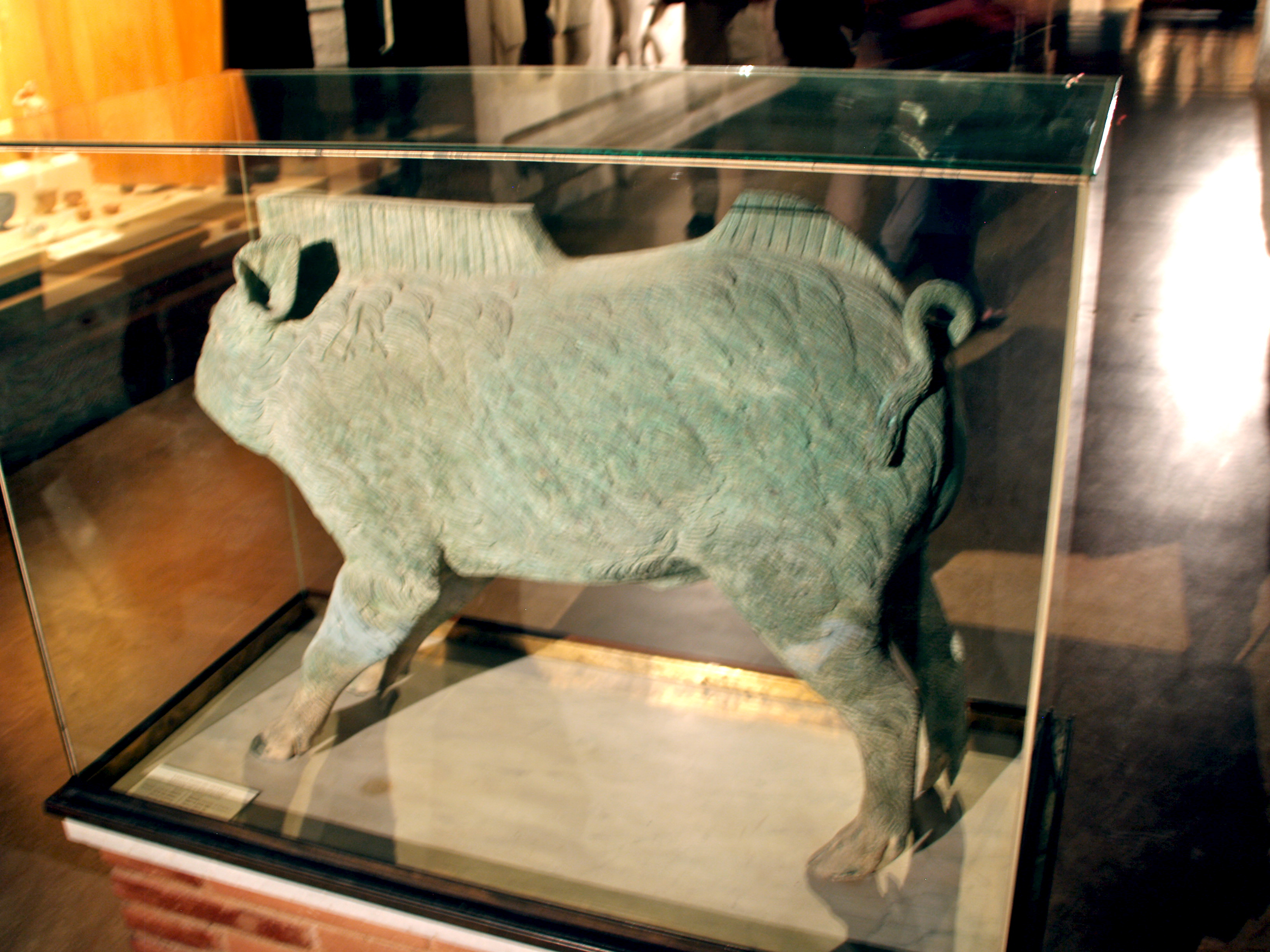
Przy wejściu znaleziono wykonaną z brązu figurę dzika
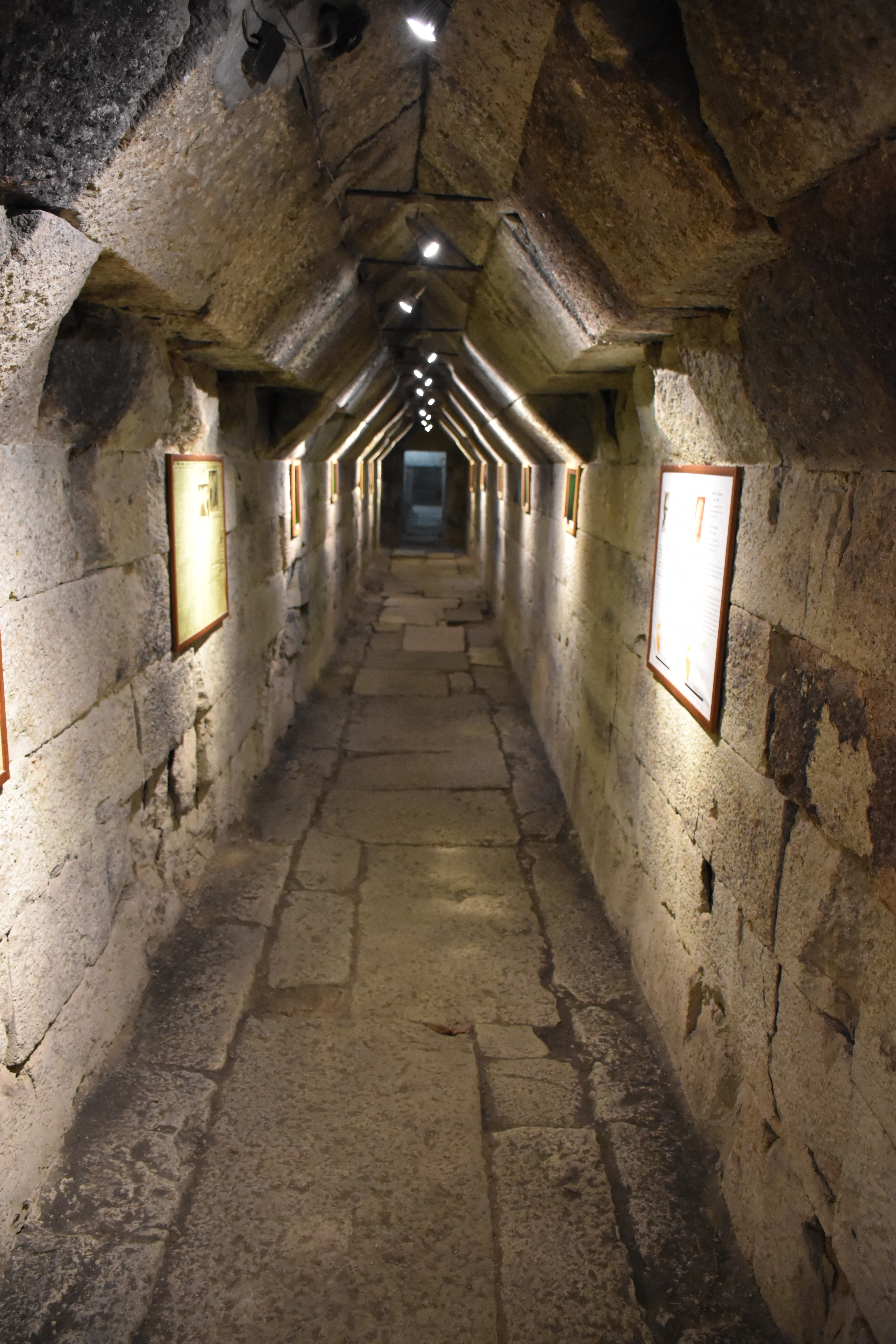
Widok na długi dromos
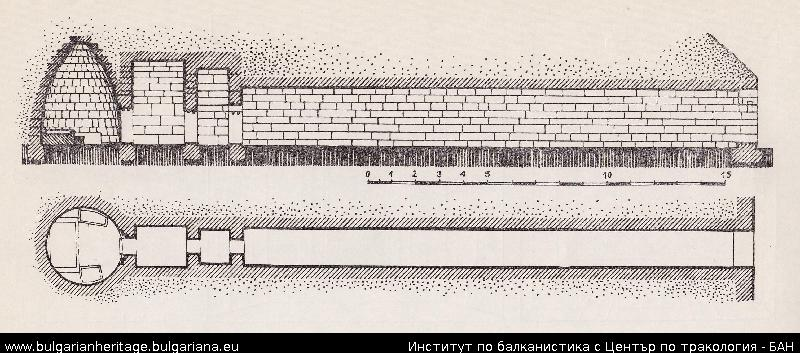
Przekrój grobowca